# St. Vaast Communal Cemetery Extension
St. Vaast Communal Cemetery Extension is een Britse militaire begraafplaats gelegen in de Franse plaats Saint-Vaast-en-Cambrésis (Noorderdepartement). De begraafplaats wordt onderhouden door de Commonwealth War Graves Commission.
De begraafplaats telt 44 geïdentificeerde Gemenebest graven uit de Eerste Wereldoorlog.